# Stuart Paton
Pour les articles homonymes, voir Stuart et Paton.
Stuart Paton (né le 23 juillet 1883 à Glasgow, en Écosse et mort le 16 décembre 1944 à Los Angeles, aux États-Unis) est un réalisateur et scénariste écossais de la période du cinéma muet. 

## Biographie
Stuart Paton a réalisé 67 films entre 1914 et 1938. Il a aussi écrit 24 films entre 1914 et 1927. 

## Filmographie partielle

### Comme réalisateur
- 1914 : The Story the Clock Told
- 1915 : A Gentleman of Art
- 1915 : The House of Fear
- 1915 : The Heart Punch
- 1915 : A Photoplay Without a Name
- 1915 : The Black Pearl
- 1915 : The Bombay Buddha
- 1915 : Matty's Decision
- 1915 : Courtmartialed
- 1915 : The Pursuit Eternal
- 1915 : The White Terror
- 1915 : Conscience
- 1915 : A Substitute Widow
- 1916 : Elusive Isabel
- 1916 : The Mansard Mystery

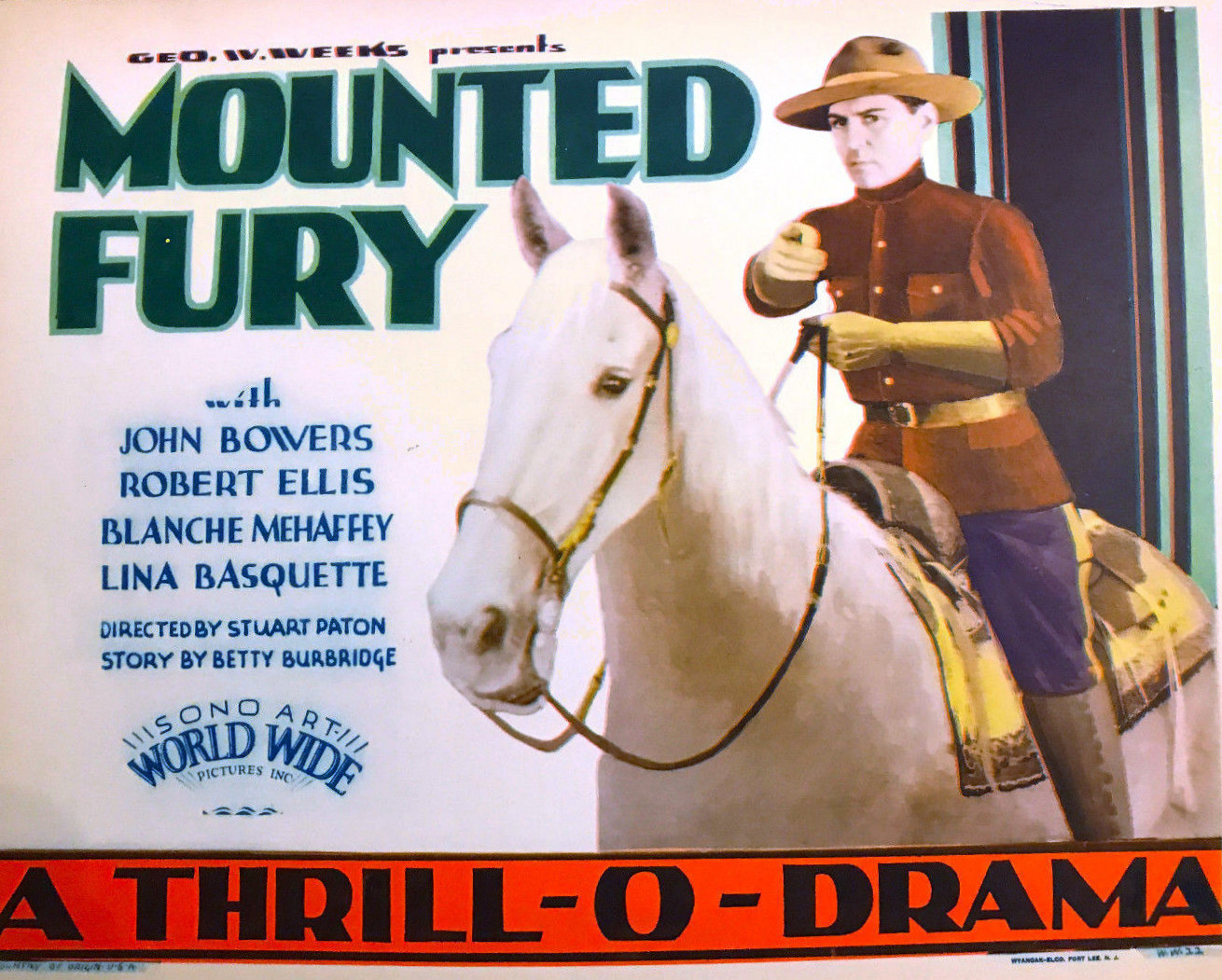
Carte promotionnelle du film Mounted Fury (1931).

- 1916 : Vingt Mille Lieues sous les mers (20,000 Leagues Under the Sea)
- 1917 : The Great Torpedo Secret
- 1917 : The Voice on the Wire
- 1917 : Like Wildfire
- 1917 : The Gray
- 1917 : Jim le bien-aimé
- 1917 : The Gray Ghost
- 1918 : The Border Raiders
- 1918 : The Marriage Lie
- 1918 : The Wine Girl
- 1919 : Terror of the Range
- 1919 : The Devil's Trail
- 1919 : The Little Diplomat
- 1920 : The Fatal Sign
- 1921 : The Hope Diamond Mystery
- 1921 : The Torrent
- 1921 : Conflict
- 1921 : Reputation
- 1922 : Man to Man
- 1922 : The Man Who Married His Own Wife
- 1922 : The Married Flapper
- 1922 : One Wonderful Night
- 1923 : Bavu
- 1923 : Burning Words
- 1923 : The Love Brand
- 1923 : The Scarlet Car
- 1924 : The Night Hawk
- 1926 : Forest Havoc
- 1926 : Frenzied Flames
- 1926 : The Lady from Hell
- 1926 : The Wolf Hunters
- 1926 : The Baited Trap
- 1927 : Fangs of Destiny
- 1928 : The Bullet Mark
- 1928 : The Hound of Silver Creek
- 1931 : Quartier chinois (Chinatown After Dark)
- 1931 : Mounted Fury (en)
- 1931 : First Aid
- 1931 : Hell-Bent for Frisco
- 1931 :Is There Justice?
- 1931 : The Mystery Trooper (serial)
- 1935 : The Silent Code
- 1936 : The Alamo.

### Comme scénariste
- 1916 : The Mark of Cain de Joseph De Grasse
- 1916 : Vingt Mille Lieues sous les mers
- 1917 : The Gray Ghost (serial) (en)
- 1918 : The Border Raiders (en) (en collaboration avec Frank S. Beresford et Jack Cunningham)
- 1921 : Dr. Jim (en) de William Worthington
- 1924 : Le Chantier sous la falaise, (Tainted Money) de Henry MacRae